# Josef Kozlovský
Josef Kozlovský (28. března 1880 Rašov – 1973 Brno-Královo Pole; pseudonymem Petr Kapr) byl český pedagog.

## Biografie
Josef Kozlovský se narodil v roce 1880 v Rašově nedaleko Blanska, jeho otcem byl rolník Josef Kozlovský. Roku 1900 absolvoval gymnázium v Rychnově nad Kněžnou a následně mezi lety 1901 a 1910 vystudoval Filozofickou fakultu Univerzity Karlovy v Praze. V roce 1905 nastoupil na gymnázium v Boskovicích, kde učil český jazyk, tam působil až do roku 1907, kdy odešel do Brna, kde nastoupil na tamní gymnázium. Na gymnáziu v Brně působil do roku 1925, kdy přešel na pozici gymnaziálního ředitele na gymnáziu Třebíč. Na gymnáziu Třebíč působil od 1. února 1925 až do roku 1936, kdy nastoupil na celoroční zdravotní dovolenou a následně odešel do penze.
V Třebíči působil jako předseda Gymnasijní matice, Podpůrného fondu gymnázia, místopředseda Musejního spolku v Třebíči a Měšťanské besedy. Věnoval se také publikační a spisovatelské činnosti, napsal např. Českou maturitní čítanku. Věnoval se také redakci, kdy redigoval časopis Pramen a Knihovnu Pramene, psal také do Lidových novin, Věstníku československých profesorů.
V roce 1911 se v Ivanovicích na Hané oženil s tamní rodačkou Bohumilou Horníčkovou.